# 阿塞拜疆女性
阿塞拜疆女性名义上享有与男性相同的合法权利。但國內社会歧视仍然相當嚴重。

## 投票权
亞塞拜然民主共和國于1919年在阿塞拜疆实行普选制，从而使阿塞拜疆成为有史以来第一个赋予女性投票权的穆斯林多数国家。

## 政治代表性
阿塞拜疆共和国家庭，妇女和儿童事务国家委员会是主要的政府机构，负责监督该国保护女性权利的活动。对妇女参政没有法律限制。截至2020年，在125个席位的国民议会中有22名女性，其中包括国民议会议长。2005年至2020年，女性国会议员的比例从11％增至17.6％。
2017年，梅赫丽班·阿利耶娃（总统伊利哈姆·阿利耶夫的妻子）被任命为阿塞拜疆副总统，这是自1994年撤销国务卿职务以来（废除前由拉拉·肖夫卡担任），女性在阿塞拜疆担任的最高职务。
2020年，Sahiba Gafarova被任命为阿塞拜疆国民议会议长。同年，阿塞拜疆任命了女性内阁部长（教育部长马哈巴特·瓦利耶娃），区域内阁部长（纳希切万自治共和国文化部长纳塔万·加迪莫娃），国家委员会主席（国家家庭、妇女和儿童事务委员会主席巴哈拉·穆拉多娃），地区行政首长（阿布歇隆區区长伊拉达·古尔马多娃），人权事务专员（萨比纳·阿利耶娃），三名大使和一名外交办公室主任。選舉委員會的16名成员中有3名是女性，在125个地区选举委员会主席中有4个是女性。尽管截至2016年，该国的专业法官中有11％是女性（包括宪法法院副庭长索纳·萨尔曼诺娃），但这一比例仍然是欧洲最低的。

## 就业市场
尽管大多数阿塞拜疆妇女都有家庭以外的工作，但妇女在高级工作，包括高级商业职位上所占比例不足。
截至2017年，阿塞拜疆的所有教职员工中有78.1％（包括所有大学讲师的51.9％），所有医务人员中的64.9％和运动员中的40.2％是女性。然而，在同一时期，女性仅占公务员的28.7％，占注册企业主的20.9％

## 军事
1931年，出生于巴库的Leyla Mammadbeyova成为第一批苏联女性飞行员和伞兵之一，也是高加索和中东地区的第一位飞行员。在第二次世界大战中，约有60万阿塞拜疆原住民参加了苏联红军的战斗，其中有10,000人是自愿签约并担任军事和医务人员的女性，其中最著名的是狙击手Ziba Ganiyeva和飞行员Zuleykha Seyidmammadova。在1990年代纳戈尔诺-卡拉巴赫战争的活跃阶段，阿塞拜疆的74,000名军事人员中有2,000名是女性，其中600名直接参加了军事行动。女性服兵役是自愿的；目前，在阿塞拜疆军队中服役的女性约有1000名。

## 宗教
虽然阿塞拜疆是一个世俗国家，但它要求对从事宗教仪式的人进行认证和登记。阿塞拜疆的穆斯林妇女可以学习成为认证的穆拉，并领导妇女参加的集会，这是一个独特的地方传统，可以追溯到几个世纪前。截至2016年，阿塞拜疆有一名当地的女性路德牧师。

## 家庭暴力
2010年6月22日，阿塞拜疆议会通过了《防止家庭暴力法》。
2000年，阿塞拜疆签署了《消除對婦女一切形式歧視公約》，确认消除对妇女歧视委员会的职权，之后可以接收并考虑其管辖范围内个人或团体的投诉。
强奸在阿塞拜疆是非法的，最高可判处15年徒刑。新的家庭暴力法于2010年生效，该法将家庭暴力（包括婚内强奸）定为犯罪。然而，有人强调说，实际上阿塞拜疆的许多人并不认为这是犯罪，而且现行文化并不鼓励人们对婚内强奸提出诉讼。
在2011年，女性议员和国家妇女与儿童委员会负责人增加了反对家庭暴力的活动。媒体对家庭暴力问题的报道也开始引起人们对该问题的认识。2010年的一项法律建立了调查家庭暴力投诉的框架，定义了发布限制令的程序，并呼吁建立受害者收容所和康复中心。
然而，社会态度却很落后：2012年接受调查的阿塞拜疆人中，有40％仍然认为，妇女应该容忍家庭暴力以维持家庭团结；还有22％的人同意，有时应该殴打妇女。2006年，国家妇女问题委员会改名为国家家庭、妇女和儿童事务委员会，也被一些人解释为一种保护主义做法，认为妇女是脆弱的“生殖单位”，而不是独立的个人。

## 卖淫业
卖淫是一种行政违法行为，而不是犯罪行为，最高可处以102美元（88 AZN）的罚款。皮条客和妓院所有者可能会被判处最高六年徒刑。

## 重大事件
| 年份 | 事件                                                                                             | 地点     |
| ---- | ------------------------------------------------------------------------------------------------ | -------- |
| 1889 | Nigar Shikhlinskaya成为第一位获得高等教育的阿塞拜疆女性。                                        | 第比利斯 |
| 1901 | 亚历山大皇后学校开办，这是阿塞拜疆第一所世俗女校，也是俄罗斯帝国第一所此类学校。                 | 巴库     |
| 1908 | 圣彼得堡国立巴甫洛夫医科大学毕业生Sona Valikhan成为第一位获认证的阿塞拜疆女医生。                | 圣彼得堡 |
| 1908 | 慈善家Hamida Javanshir创立了第一所阿塞拜疆男女学校。                                             | Kahrizli |
| 1910 | 女演员Govhar Gaziyeva成为第一个出现在舞台上的阿塞拜疆女性。                                      | 第比利斯 |
| 1911 | Khadija Alibeyova出版了第一本阿塞拜疆语女性杂志《Ishig》。                                       | 第比利斯 |
| 1912 | 首位阿塞拜疆女歌剧歌手肖夫卡特·玛玛多娃第一次登台演出。                                          | 巴库     |
| 1919 | 阿塞拜疆女性获得投票权。                                                                         |          |
| 1929 | Izzat Orujova成为首位在长片中饰演角色的阿塞拜疆女性演员。                                        |          |
| 1930 | 妇科医生Adila Shahtakhtinskaya成为第一位获得博士学位的阿塞拜疆女性。                             |          |
| 1931 | Leyla Mammadbeyova进行了首次飞行，成为第一位阿塞拜疆女性飞行员。                                 | 巴库     |
| 1932 | 阿塞拜疆的第一位芭蕾舞女演员加玛·阿尔玛萨德首次亮相。                                            | 巴库     |
| 1938 | 人民司法委员艾娜·苏尔塔诺娃成为阿塞拜疆第一位女性内阁部长。                                      |          |
| 1949 | 生物学家Valida Tutayug成为阿塞拜疆国家科学院（成立于1945年）的第一位阿塞拜疆女性成员。           |          |
| 1964 | Sakina Aliyeva当选为納希切萬蘇維埃社會主義自治共和國最高苏维埃主席，成为阿塞拜疆首位女议会议长。 | 納希切萬 |
| 2007 | Manzar Ismayilova成为第一位阿塞拜疆女牧师。                                                      |          |
| 2009 | Natavan Mirvatova被提升为少将，这是阿塞拜疆第三高军衔，也是女性获得的有史以来最高的军衔。        |          |

## 延伸阅读
- Heyat, Farideh. Azeri Women in Transition: Women in Soviet and Post-Soviet Azerbaijan （页面存档备份，存于）. Routledge (2002). ISBN 0-7007-1662-9.
- Violence Against Women in Azerbaijan （页面存档备份，存于）. World Organisation Against Torture（英语：World Organisation Against Torture） (November 2004). This report also addresses the status of women generally.
- Yuliya Aliyeva Gureyeva: "Policy Attitudes towards Women in Azerbaijan: Is Equality Part of the Agenda?" in the Caucasus Analytical Digest No. 21 （页面存档备份，存于）